# سنگ‌زایی
سنگ‌زایی (انگلیسی: Petrogenesis) شاخه‌ای از سنگ‌شناسی است که به مطالعه منشأ و چگونگی تشکیل سنگ‌ها می‌پردازد. با وجود این که واژه سنگ‌زایی بیشتر برای اشاره به فرآیندهایی به‌کار می‌رود که سنگ‌های آذرین را تشکیل می‌دهند، ولی این واژه می‌تواند شامل فرآیندهای دگرگونی و رسوبی شامل ترازایی و واکنش دگرگونی نیز باشد.
سنگ‌زایی یک سنگ آذرین شامل سه مرحله متوالی است: تولید ماگما، تمایز ماگما و جذب پوسته.